# Tropidophorus sinicus
Tropidophorus sinicus — вид сцинкоподібних ящірок родини сцинкових (Scincidae). Мешкає в Китаї і В'єтнамі.

## Поширення і екологія
Tropidophorus sinicus мешкають на півдні Китаю, в провінціях Гуансі і Гуандун, на півдні Цзянсі і в Гонконзі, а також на північному сході В'єтнаму. Вони живуть у вологих тропічних лісах і бамбукових заростях, на кам'янистих берегах струмків. Зустрічаються на висоті від 180 до 1350 м над рівнем моря. Є яйцеживородними.